# Calcutta Cup
Calcutta Cup et et rugby union-trofæ, som uddeles til vinderen af den årlige kamp mellem England og Skotland under Seksnationersmesterskabet. 
Kampen i 2010 foregik på Murrayfield Stadium i Edinburgh 13. marts og endte 15-15. Pokalen blev dermed beholdt af regerende mester England, som vandt trofæet efter at have vundet 26–12 over Skotland på Twickenham Stadium i London i 2009. England har vundet Calcutta Cup 64 gange mod Skotlands 39.
Den seneste kamp om Calcutta Cup blev vundet af England, der besejrede Skotland på Twickenham Stadium den 11. marts 2017, hvorved England genvandt pokalen, som de har besiddet siden 2009.